# Porfírio Pereira Fraga
Porfírio Pereira Fraga, segundo barão de Capivari (Muritiba, 1836 — Muritiba, 2 de março de 1935) foi um nobre brasileiro.
Casou-se com Maria Brasília da Trindade, foi coronel da Guarda Nacional, agraciado barão em 12 de junho de 1886.